# Bengbu
Bengbu (chiń. 蚌埠市; pinyin Bèngbù shì) – miasto o statusie prefektury miejskiej we wschodnich Chinach, w prowincji Anhui, port nad rzeką Huai He. Prefektura graniczy z Suzhou od strony północnej, z Huaibei i Bozhou od zachodu, Huainan od południowego zachodu oraz z Chuzhou od południa. Na wschodzie graniczy z prowincją Jiangsu. W 2010 roku liczba mieszkańców miasta wynosiła 606 043. Prefektura miejska w 1999 roku liczyła 3 319 380 mieszkańców. Ośrodek przemysłu maszynowego, spożywczego, włókienniczego i papierniczego. Stolica rzymskokatolickiej diecezji Bengbu.

## Podział administracyjny
Prefektura miejska Bengbu podzielona jest na:
- 4 dzielnice: Bengshan, Longzihu, Yuhui, Huaishang,
- 3 powiaty: Huaiyuan, Wuhe, Guzhen.

## Geografia
Bengbu położone jest 135 kilometrów na północ od Nankinu, nad rzeką Huai He. Podzielone jest na dwie części: większe Bengbu na południowym brzegu rzeki oraz mniejsze Bengbu na północnym brzegu.

## Historia
W 1948 roku, podczas wojny domowej między komunistyczną Armią Ludowo-Wyzwoleńczą a narodowym Kuomintangiem, w pobliżu Bengbu doszło do bitwy. Z potyczki tej zwycięsko wyszli komuniści.

## Gospodarka
Bengbu jest znanym ośrodkiem produkcji spożywczej. Wytwórczość związana z tym przemysłem stanowi 44% produkcji przemysłowej miasta. Ponadto w mieście działa m.in. przemysł chemiczny, elektroniczny, włókienniczy, maszynowy. Produkuje się tutaj także szkło.

## Demografia
Według spisu ludności z 2000 roku w granicach prefektury miejskiej zamieszkiwało 3 288 329 osób. Skład etniczny wyglądał następująco:
| Grupa etniczna | Populacja | Odsetek |
| -------------- | --------- | ------- |
| Han            | 3.253.062 | 98,93%  |
| Hui            | 32.662    | 0,99%   |
| Mongołowie     | 639       | 0,02%   |
| Mandżurowie    | 387       | 0,01%   |
| Yi             | 301       | 0,01%   |
| Zhuang         | 279       | 0,01%   |
| Miao           | 225       | 0,01%   |
| pozostali      | 774       | 0,02%   |

## Miasta partnerskie
Bengbu utrzymuje status miasta partnerskiego z brytyjskim Tameside w Anglii.

## Transport
Bengbu zawsze było centrum wodnej i lądowej komunikacji Anhui, oraz głównym centrum dystrybucji dla basenu Huai He. Znajduje się na trasie linii kolejowej Jinghu (Pekin-Szanghaj). W związku z tym posiada dobre połączenia z tymi oraz innymi miastami na tej trasie.